# Pattran
Pattran ist eine Stadt im indischen Bundesstaat Punjab.
Die Stadt ist Teil des Distrikt Patiala. Pattran hat den Status eines Municipal Council. Die Stadt ist in 15 Wards gegliedert.

## Demografie
Die Einwohnerzahl der Stadt liegt laut der Volkszählung von 2011 bei 27.963. Pattran hat ein Geschlechterverhältnis von 896 Frauen pro 1000 Männer und damit einen für Indien üblichen Männerüberschuss. Die Alphabetisierungsrate lag bei 79,2 % im Jahr 2011. Knapp 64 % der Bevölkerung sind Hindus, ca. 34 % sind Sikhs, ca. 1 % sind Muslime und ca. 1 % gehören einer anderen oder keiner Religion an. 11,6 % der Bevölkerung sind Kinder unter 6 Jahren.